# Triễn lãm rương
Triễn lãm rương (trunk show) là một sự kiện trong đó các nhà cung cấp giới thiệu hàng hóa trực tiếp đến nhân viên cửa hàng hoặc khách hàng tại một địa điểm bán lẻ hoặc một địa điểm khác chẳng hạn như phòng khách sạn. Trong nhiều trường hợp, nó cho phép nhân viên cửa hàng xem trước và/hoặc mua hàng hóa trước khi nó được cung cấp cho công chúng. Thông thường, khách hàng xem hàng hóa, đặt hàng, và sau đó chờ cho nhà cung cấp sản xuất và giao hàng. Nếu hàng hóa có nhà thiết kế, nhà cung cấp có thể chọn để người thiết kế có mặt tại sự kiện để tăng thêm trải nghiệm của khách hàng. Nguyên mẫu, mẫu, tàn dư và các đồ còn sót lại từ các chương trình trình diễn trên sàn diễn đôi khi cũng được cung cấp ở các chương trình chính. Trunk hiển thị có thể được mở cho công chúng và quảng cáo trong các phương tiện thông tin đại chúng hoặc có thể được giới hạn cho khách hàng đặc biệt hoặc những người trong danh sách gửi thư.
Thuật ngữ này bắt nguồn từ thực tế phổ biến của hàng hóa được vận chuyển đến những sự kiện này trong các rương.

## Ngành công nghiệp cưới
Triễn lãm rương đặc biệt phổ biến từ tháng 1 đến tháng 5 trong ngành công nghiệp đám cưới vì cô dâu có thể xem nhiều bộ sưu tập của nhà thiết kế hơn trong cửa hàng.

## Triễn lãm rương trực tuyến
Triễn lãm rương trực tuyến hay ảo đang là đầu tàu trong lĩnh vực đồ xa xỉ. Bergdorf Goodman đã tổ chức triễn lãm rương ảo đầu tiên trong năm 2010, và Salvatore Ferragamo ra mắt chương trình trực tuyến đầu tiên vào tháng 8 năm 2011. Linda Fargo của triễn lãm rương ảo "tương lai" của Bergdorf. Các nhà bán lẻ thêm cảnh hậu trường và khách hàng thực hiện mua hàng trực tuyến, thường là trước mùa và với giá đắt. Nhiều triễn lãm rương trực tuyến cho phép đặt hàng trước với một khoản tiền gửi.

## Hiệu suất sân khấu
Một triễn lãm rương cũng có thể ám chỉ một màn trình diễn rất nhỏ. Đây có thể là một vở kịch ngắn hoặc phác thảo chỉ với một vài (hoặc thậm chí một) diễn viên, trong đó đạo cụ và trang phục duy nhất cho sự kiện được chứa trong một rương duy nhất. Nói chung, triễn lãm rương loại này được thực hiện ngoài trời hoặc trong cài đặt rất ngẫu hứng.